# Nirvana (Panini Comics)
Nirvana è una miniserie umoristica a fumetti scritta da Emiliano Pagani e disegnata da Daniele Caluri (conosciuti anche come Paguri), pubblicata in albi bimestrali dalla Panini Comics a partire da novembre 2011. Il primo numero è stato anticipato dall'uscita a ottobre di un numero zero, un episodio collocato cronologicamente tra il volume 4 e 5.
Grazie al successo riscosso dai primi numeri della serie, ne è stata annunciata dagli autori la continuazione con una seconda stagione di sei episodi. Tra la pubblicazione delle due serie è stato pubblicato un volume intermedio, il 6½.

## Trama
Ramiro è un piccolo truffatore che, suo malgrado, è finito nel programma protezione testimoni per testimoniare contro il terribile criminale Carlos Ronson soprannominato Occhionero. Tuttavia, quest'ultimo ha sguinzagliato sulle tracce di Ramiro i suoi due spietati sicari, Slobo e Golem, i quali non esitano a ricorrere ai metodi più estremi pur di estorcere informazioni riguardanti la loro vittima. A proteggere il nostro Eroe, invece, c'è il corpulento Ispettore Buddha, disposto a sacrificare vittime al fine di far arrivare Ramiro sano e salvo al processo, o almeno in condizioni tali da poter ancora testimoniare.

## Personaggi
Di seguito l'elenco dei personaggi principali con annessa una breve descrizione.

### Ramiro Tango
È un piccolo truffatore che per mezzo di faccia tosta in quantità, volponeria e una spiccata capacità dialettica riesce ad imbrogliare le sue vittime e la maggior parte degli altri personaggi che compaiono nel fumetto. Finisce nel programma protezione testimoni, a causa del quale è costretto a ricoprire spesso e volentieri strampalate identità pur di fuggire ai suoi inseguitori ma, per la sua dabbenaggine, spesso manda all'aria le coperture che gli vengono assegnate. Il personaggio riprende le fattezze dell'attore Guglielmo Favilla.

### Ispettore Buddha
È un ispettore di polizia tanto acuto quanto manesco. A differenza di Ramiro, si distingue per la corporatura ragguardevole che conferisce gli schiaffi che spesso dispensa di notevole forza. È lui che si occupa di trovare nuove coperture per Ramiro che lo tengano in salvo dai sicari di Ronson, almeno fino alla data del processo in cui Ramiro testimonierà contro il criminale. La sua figura è ispirata all'attore Bud Spencer.

### Slobo
È uno dei due sicari messo sulle tracce di Ramiro da Occhionero Ronson. Ricercato nei modi e intellettuale, è di origine bosniaca, durante la cui guerra ha perso fiducia nell'umanità. Rappresenta la mente del duo.

### Golem
È l'altro sicario di Ronson che fa coppia con Slobo. È un energumeno instabile mentalmente, tanto da essere particolarmente brutale in certe circostanze. Il suo vero nome è Fausto, ma si fa chiamare Golem, con riferimento alla tradizione ebrea, per avere un pretesto con cui giustificare la violenza che perpetra sulle sue vittime. Nel secondo volume, comunque, si lamenta con Slobo riguardo al fatto che tale giustificazione non gli è più sufficiente, ragione per cui afferma di essere un Terminator.

### Cristy
È la ragazza di Ramiro che lo chiama sempre nei momenti meno opportuni per chiedergli una parola d'affetto. Tuttavia, la richiesta riceve sistematicamente una risposta insoddisfacente, così da causare l'ira della ragazza. Una particolarità del personaggio è che esso appare sempre e solo al telefono in una vignetta senza sfondo. Nel numero 5, "Mal d'Africa", però, Cristy appare per la prima volta assieme a Ramiro, poiché quest'ultimo si trova a sua insaputa a casa dei genitori di lei.

### Romino
È uno dei due poliziotti che, insieme all'ispettore Buddha, ha effettuato l'interrogatorio di Ramiro alla sua entrata nel programma protezione testimoni. Si caratterizza per prestanza fisica e mansuetudine, quest'ultima espressa rispetto agli standard polizieschi.

### Bernacco
È il collega di Romino. Parimenti a quest'ultimo, è dotato di grande prestanza fisica ma al contrario del compagno è aggressivo e molto ottuso. Durante l'interrogatorio, si diletta a malmenare Ramiro.

### CarlosOcchioneroRonson
È un criminale di caratura internazionale, finito in carcere per colpa della testimonianza di Ramiro. È desideroso di vendetta, a tal punto da aver sguinzagliato sulle tracce di colui che l'ha incastrato Slobo e Golem, i quali lo inseguono senza tregua. Il personaggio riprende le fattezze e il nome di Carlo Dotto, definito dagli autori "augusto sovrano dell'isola d'Elba".

## Volumi

### Prima stagione
| Nr.   | Titolo                    | Data              |
| ----- | ------------------------- | ----------------- |
| 0     | Amici e nemici            | 6 ottobre 2011    |
| 1     | Un mondo d'amore          | 3 novembre 2011   |
| 2     | Eroi (solo per un giorno) | 5 gennaio 2012    |
| 3     | Niente trucco stasera     | 1 marzo 2012      |
| 4     | Il bandito e il campione  | 10 maggio 2012    |
| 5     | Mal d'Africa              | 12 luglio 2012    |
| 6     | Il nostro caro Angelo     | 13 settembre 2012 |
| 6 1/2 | Desaparecido              | 8 novembre 2012   |

### Seconda stagione
| Nr. | Titolo                   | Data            |
| --- | ------------------------ | --------------- |
| 7   | E ti vengo a cercare     | 10 gennaio 2013 |
| 8   | Nella mia ora di libertà | 4 aprile 2013   |
| 9   | Spirito                  | 6 giugno 2013   |
| 10  | Libera nos a malo        | 8 agosto 2013   |
| 11  | Chiedimi se sono felice  | 10 ottobre 2013 |
| 12  | Tutto il resto è noia    | 16 gennaio 2014 |

### Terza stagione
| Nr. | Titolo                   | Data          |
| --- | ------------------------ | ------------- |
| 13  | L'uomo più furbo         | 12 marzo 2015 |
| 14  | Colpo di pistola (Adius) | 4 giugno 2015 |

## Riferimenti culturali
Tutti i titoli degli albi finora usciti sono titoli di canzoni famose o loro traduzioni.